# Росомач
Росомач је насеље Града Пирота у Пиротском округу. Према попису из 2022. има 19 становника (према попису из 2002. било је 60 становника).
Овде протиче Росомачка река, ту се налази кањон Росомаче.

## Историја
Према легенди село први је населио неки деда Дивљан из околине Софије. Росомачани тврде да се деда Дивљан убивши једног Турчина склонио у долину Росомачке реке, а касније да су му добегли његова браћа и друге његови сељани.
Росомач је 1880. године било село у некадашњем Височком срезу. Последње које се налази под Балканом на граници. Те године је оно имало 56 кућа, са 465 становника, од којих је само један мушкарац знао да чита и пише. Место има тада 97 пореских глава.
У селу се налази црква Света Петка. 

## Географија
Росомачки врх је врх изнад села Росомач (1260 м.н.в) и релативно лако доступан видиковац. У народу познат као Кукла, удаљен је од Пирота тридесетак километара. Када се пође асфалтним путем ка селу Росомач, следи одвајање на шумски пут, који се успиње ка врху са којег поглед досеже на све четири стране света. Доле, дубоко у долинама, виде се села Брлог, Дојкинци, Јеловица. Горе на планинском венцу Старе планине виде се врхови Бабин зуб, Миџор, Копрен, Сребрна глава, а још даље поглед лети преко Видлича све до врха Ком у суседној Бугарској.

## Демографија
У насељу Росомач живи 60 пунолетних становника, а просечна старост становништва износи 67,3 година (65,8 код мушкараца и 68,8 код жена). У насељу има 31 домаћинство, а просечан број чланова по домаћинству је 1,94.
Ово насеље је у потпуности насељено Србима (према попису из 2002. године).
|  |

| Демографија | Демографија | Демографија |
| Година      | Становника  | Становника  |
| ----------- | ----------- | ----------- |
| 1948.       | 606         |             |
| 1953.       | 590         |             |
| 1961.       | 440         |             |
| 1971.       | 337         |             |
| 1981.       | 166         |             |
| 1991.       | 107         | 107         |
| 2002.       | 60          | 60          |

| Етнички састав према попису из 2002.‍ | Етнички састав према попису из 2002.‍ | Етнички састав према попису из 2002.‍ | Етнички састав према попису из 2002.‍ | Етнички састав према попису из 2002.‍ |
| ------------------------------------ | ------------------------------------ | ------------------------------------ | ------------------------------------ | ------------------------------------ |
|                                      |                                      |                                      |                                      |                                      |
| Срби                                 | Срби                                 |                                      | 60                                   | 100,0%                               |
| непознато                            | непознато                            |                                      | 0                                    | 0,0%                                 |

| Година пописа     | 1948. | 1953. | 1961. | 1971. | 1981. | 1991. | 2002. |
| ----------------- | ----- | ----- | ----- | ----- | ----- | ----- | ----- |
| Број домаћинстава | 100   | 106   | 88    | 72    | 55    | 47    | 31    |

| Број чланова      | 1 | 2  | 3 | 4 | 5 | 6 | 7 | 8 | 9 | 10 и више | Просек |
| ----------------- | - | -- | - | - | - | - | - | - | - | --------- | ------ |
| Број домаћинстава | 6 | 21 | 4 | 0 | 0 | 0 | 0 | 0 | 0 | 0         | 1,94   |

| Пол    | Укупно | Неожењен/Неудата | Ожењен/Удата | Удовац/Удовица | Разведен/Разведена | Непознато |
| ------ | ------ | ---------------- | ------------ | -------------- | ------------------ | --------- |
| Мушки  | 30     | 5                | 23           | 2              | 0                  | 0         |
| Женски | 30     | 2                | 22           | 6              | 0                  | 0         |
| УКУПНО | 60     | 7                | 45           | 8              | 0                  | 0         |

| Пол    | Укупно                    | Пољопривреда, лов и шумарство | Рибарство                            | Вађење руде и камена | Прерађивачка индустрија       |
| ------ | ------------------------- | ----------------------------- | ------------------------------------ | -------------------- | ----------------------------- |
| Мушки  | 2                         | 1                             | 0                                    | 0                    | 1                             |
| Женски | 1                         | 0                             | 0                                    | 0                    | 1                             |
| УКУПНО | 3                         | 1                             | 0                                    | 0                    | 2                             |
| Пол    | Производња и снабдевање   | Грађевинарство                | Трговина                             | Хотели и ресторани   | Саобраћај, складиштење и везе |
| Мушки  | 0                         | 0                             | 0                                    | 0                    | 0                             |
| Женски | 0                         | 0                             | 0                                    | 0                    | 0                             |
| УКУПНО | 0                         | 0                             | 0                                    | 0                    | 0                             |
| Пол    | Финансијско посредовање   | Некретнине                    | Државна управа и одбрана             | Образовање           | Здравствени и социјални рад   |
| Мушки  | 0                         | 0                             | 0                                    | 0                    | 0                             |
| Женски | 0                         | 0                             | 0                                    | 0                    | 0                             |
| УКУПНО | 0                         | 0                             | 0                                    | 0                    | 0                             |
| Пол    | Остале услужне активности | Приватна домаћинства          | Екстериторијалне организације и тела | Непознато            | Непознато                     |
| Мушки  | 0                         | 0                             | 0                                    | 0                    | 0                             |
| Женски | 0                         | 0                             | 0                                    | 0                    | 0                             |
| УКУПНО | 0                         | 0                             | 0                                    | 0                    | 0                             |